# Nubes flotantes

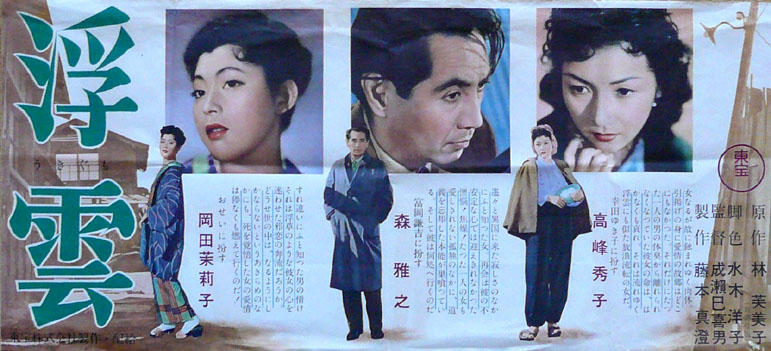
Póster de una película japonesa que muestra (desde la izquierda) a Mariko Okada, Masayuki Mori y Hideko Takamine.

Nubes flotantes (浮雲 Ukigumo?) es una película dramática japonesa de 1955 dirigida por Mikio Naruse. Está basada en la novela homónima de la escritora japonesa Fumiko Hayashi, publicada justo antes de su muerte en 1951. La película recibió numerosos premios nacionales tras su estreno y sigue siendo una de las obras más aclamadas del director Naruse.

## Sinopsis
La película sigue a Yukiko, una mujer que acaba de ser expatriada de la Indochina francesa, donde ha estado trabajando como secretaria para un proyecto forestal del gobierno japonés durante la guerra. Yukiko busca a Kengo, uno de los ingenieros del proyecto, con quien tuvo una aventura y quien le había prometido divorciarse de su esposa por ella. Renuevan su relación, pero Kengo le dice a Yukiko que no puede dejar a su esposa. Yukiko no puede cortar los lazos con Kengo, aunque él incluso comienza una aventura con una mujer más joven casada, mientras ella se convierte en la amante de un soldado estadounidense como medio para sobrevivir en tiempos de restricción económica. Eventualmente, ella sigue a Kengo a una isla donde él ha tomado un nuevo trabajo, y ella muere por su mala salud y el clima húmedo.

## Reparto
- Hideko Takamine como Yukiko Koda;
- Masayuki Mori como Kengo Tomioka;
- Mariko Okada como Sei Mukai;
- Chieko Nakakita como Kuniko Tomioka;
- Daisuke Katō como Seikichi Mukai;
- Isao Yamagata como Sugio Iba;
- Mayuri Mokusho como Nomiya no musume;
- Noriko Sengoku como a la dama de Yakushima;
- Fuyuki Murakami como Makita;
- Heihachiro Okawa como el doctor Higa;
- Nobuo Kaneko como Kanō;
- Roy James como un soldado estadounidense;
- Akira Tani como un creyente.

## Premios y legado
- 1956 – Premio Blue Ribbon a la mejor película (Mikio Naruse).
- 1956 – Premios Kinema Junpō al mejor actor (Masayuki Mori), a la mejor actriz (Hideko Takamine), al mejor director (Mikio Naruse) y a la mejor película (Mikio Naruse).
- 1956 – Premios de cine de Mainichi a la mejor actriz (Hideko Takamine), a mejor director (Mikio Naruse), a mejor película (Mikio Naruse) y a la mejor grabación de sonido (Hisashi Shimonaga).

Yasujirō Ozu vio Nubes flotantes en 1955 y la llamó «una verdadera obra maestra» en sus diarios. La película es la más popular de Naruse en Japón. Fue votada como la segunda mejor película japonesa de todos los tiempos en una encuesta de 140 críticos y cineastas japoneses realizada por la revista Kinema Junpō en 1999. También recibió 10 votos en total en las encuestas de directores y críticos de 2012 de Sight & Sound del British Film Institute.

## Análisis
Kiyoaki Okubo, editor de la revista de cine en línea Rouge, ha comentado sobre las road movies (películas de ruta) de Naruse. Bertrand Tavernier, hablando de La voz de la montaña de Naruse, describió cómo el director describe minuciosamente cada viaje y que «esas idas y venidas representan transiciones inciertas pero tranquilizadoras: son una forma de hacer un balance, de definir un sentimiento.» Así, en Nubes flotantes, los paseos por las calles «son viajes cotidianos, donde el tiempo se mide con las pisadas, y donde incluso el golpe más melodramático o el momento de placer más extático no pueden realmente sacar a los personajes de la progresión de sus existencias, nada románticas ni sentimentales.»
La académica australiana Freda Freiberg ha comentado sobre el terreno de la película: «Las frustraciones y el mal humor de los amantes en Nubes flotantes están directamente vinculados y arraigados en las condiciones sociales y económicas deprimidas y desmoralizadas de los comienzos de Japón en la posguerra; las ciudades bombardeadas, la escasez de comida y vivienda, la ignominia de la derrota nacional y la ocupación extranjera, la tentación económica de prostituirse con militares norteamericanos.»